# 佐藤翔 (1981年生の俳優)
佐藤 翔（さとう しょう、1981年3月19日 - ）は、神奈川県出身の日本の俳優。所属事務所はサムライム。身長168cm。血液型AB型。

## 人物
拓殖大学商学部貿易学科卒業。
趣味は散歩と美味しいお酒探し、喫茶店巡り。特技は料理とダンス（Club asiaダンスコンテスト優勝）。

## 出演

### 映画
- My Korea（2009年2月、監督：中村英児） - コウヘイ 役
- TOKYO BEAT MOVIES〜下町編〜（2012年12月、監督：中村英児） - 主演：下倉健 役
- シン・仮面ライダー（2023年3月18日、監督：庵野秀明）

### TV
- 『侍戦隊シンケンジャー15巻』 - 健一 役
- 『ビー・バップ・ハイスクール』（TBS） - 尚平 役
- 『チェケラッチョ in Tokyo』（CX）
- 『私的チャイナビ』（TBS） - ナビゲーター
- ACMA:GAME 第4話（2024年4月28日、日本テレビ）

### CM
- 日テレ『歌スタ!!』
- SANKYO『夏の大祭り』
- 池田模範堂『デリケアエムズ』（2015年 - 2017年）
- ケイオプティコム『マイネオ』（2016年）
- 花王『めぐリズム』（2016年）
- 『ジモティ』（2017年）

### 舞台
- 『シャバ・ダバ・ドゥ〜艶やかな塀の中の面々〜』（脚本・演出：ダンカン/山田能龍） - 二階堂俊二 役
- 『Knock Out Brother』（脚本・演出：宇治川まさなり） - ポークビッツSmall 役
- 『ぞめきの消えた夏』（脚本：草部文子、演出：伊勢直弘） - 宇喜多秀行 役
- 『流れる雲よ〜DJから特攻隊に愛を込めて〜』（脚本：草部文子、演出：伊勢直弘） - 青木剛 役
- 『ひこうき雲』ロサンゼルス公演（脚本：草部文子、演出：伊勢直弘） - 喜多島準一 役
- 『飛行機雲〜DJから特攻隊に愛を込めて〜』（脚本：草部文子、演出：伊勢直弘） - 喜多島準一 役
- 『こんぱす』（脚本・演出：小阪逸） - 陸奥陽之助 役
- 『えくぼ-People song-』（脚本・演出：宇治川まさなり） - メロウ 役
- 『タクラマカン』（脚本：秦建日子、演出：松下修/秦建日子） - 師団長 役
- 『Actor|Officer -役者と役員-』（作・演出：渡辺浩彰、2011年9月10日、金沢市民芸術村/9月14・15日、ワーサルシアター） - 藤堂章介 役
- 怪傑パンダース 第2回本公演『リーゼント総理』（脚本・演出：IKKAN、2011年10月13日 - 23日、テアトルBONBON）
- 佐藤翔 一座 旗揚公演『fleet+flight』（作・演出：渡辺浩彰、2012年10月11日 - 14日、Geki地下Liberty） - 武藤基芽 役

### ミュージカル
- 『AKURO 〜悪路〜』（2008年、演出：謝珠栄） - 蝦夷 役 ※読売演劇大賞受賞

### 雑誌
- 『Arne』表紙
- 『関西一週間』